# Чемпионат мира по академической гребле 1980
10-й чемпионат мира по академической гребле прошёл с 14 по 16 августа 1980 года на гребном канале Хазевинкель близ Мехелена (Бельгия). Так как это был год проведения Олимпийских игр в Москве, разыгрывались только 4 комплекта наград в неолимпийских дисциплинах.

## Медалисты
| Дисциплина              | Золото | Золото  | Серебро | Серебро | Бронза | Бронза  |
| ----------------------- | --- | ------- | --- | ------- | --- | ------- |
| Одиночки LM1x           | Кристиан Варлих ФРГ | 7:00,94 | Уильям Бельден США | 7:06,32 | Хосе Монтоса Испания | 7:08,80 |
| Двойки парные LM2x      | Италия · Франческо Эспозито · Руджеро Веррока | 6:29,18 | США · Скотт Руп · Лоуренс Клекацки | 6:31,10 | Швейцария Курт Стайнер Рето Висс | 6:33,44 |
| Четвёрки распашные LM4- | Австралия · Грэм Гардинер · Чарльз Бартлетт · Клайд Хефер · Саймон Джиллетт                                                                                     | 6:12,35 | Дания · Могенс Расмуссен · Сёрен Кристенсен · Ян Кристенсен · Ким Хагстед                                                                                          | 6:23,75 | Великобритания · Энтони Ричардсон · Эндрю Кьюсак · Дункан Иннес · Колин Кьюсак                                                                                  | 6:25,76 |
| Восьмёрки LM8+          | Великобритания · Колин Барратт · Дэвид Хоскинг · Роберт Дауни · Николас Хоу · Питер Зеун · Клайв Робертс · Найджел Рид · Стивен Симпол · Саймон Джефферис (рул) | 5:42,76 | Франция · Бернар Гронши · Тьерри Фарелль · Бертран Раза · Серж Гренье · Жан-Франсуа Раза · Жерар Авриль · Максим Мантовани · Лоран Фритш · Бертран Ле Коссек (рул) | 5:45,62 | Испания · Феликс Алонсо · Хуан Карлос Саэс · Хосе Марти · Франсиско Гойкоэчеа · Луис Артеага · Хосе Рохи · Анхель Саэс · Фернандо Климент · Хавьер Сабрия (рул) | 5:45,87 |

## Командный зачёт
| Место | Страна         | Золото | Серебро | Бронза | Всего |
| ----- | -------------- | ------ | ------- | ------ | ----- |
| 1     | Великобритания | 1      | 0       | 1      | 2     |
| 2     | Австралия      | 1      | 0       | 0      | 1     |
| 2     | Италия         | 1      | 0       | 0      | 1     |
| 2     | ФРГ            | 1      | 0       | 0      | 1     |
| 5     | США            | 0      | 2       | 0      | 2     |
| 6     | Дания          | 0      | 1       | 0      | 1     |
| 6     | Франция        | 0      | 1       | 0      | 1     |
| 8     | Испания        | 0      | 0       | 2      | 2     |
| 9     | Швейцария      | 0      | 0       | 1      | 1     |
| Всего | Всего          | 4      | 4       | 4      | 12    |